# ساي غودارد
ساي غودارد (بالإنجليزية: Cy Goddard)‏ هو لاعب كرة قدم بريطاني في مركز الوسط، ولد في 2 أبريل 1997 في لندن في المملكة المتحدة. لعب مع توتنهام هوتسبير.

## وصلات خارجية
- ساي غودارد على موقع قاعدة بيانات كرة القدم.إي يو (الإنجليزية)
- ساي غودارد على موقع Soccerway.com (الإنجليزية)